# Fießers Erstling
Fießers Erstling ist eine Sorte des Kulturapfels (Malus domestica). Es gibt wenige Sorten, die so früh- und reichtragend sind und sich auch für raue Lagen so gut eignen. Selbst in obstarmen Jahren sieht man die Bäume der Sorte ‘Fießers Erstling’ schon von weitem in ihrem Vollbehang. Allerdings macht die einschneidende Säure den Apfel zum direkten Genuss ungeeignet.

## Geschichte
Der Züchter G. H. Fießer, großherzoglicher Hofgärtner bei Friedrich II in Baden-Baden bemerkte, dass der Mutterbaum als vierjähriger Sämling auf dem Saatbeet bereits die ersten Blütenknospen zeigte. Die Sorte wurde um 1880 in den Handel gebracht und ist für ihre große Fruchtbarkeit und Winterhärte bekannt.
Die Sorte ‘Fießers Erstling’ ist aktuell auf der Roten Liste der gefährdeten einheimischen Nutzpflanzen in Deutschland aufgeführt. Diese Rote Liste umfasst alle Artengruppen von einheimischen Nutzpflanzen und deren Sorten, Landsorten und Varietäten, die in Deutschland an lokale Bedingungen angepasst und von Bedeutung waren.

## Beschreibung

### Fruchteigenschaften
Die Frucht von ‘Fießers Erstling’ ist groß bis sehr groß (82 Millimeter breit, 66 bis 70 Millimeter hoch) und hochgebaut-kugelförmig, dabei mittelbauchig.
Der Kelch ist groß, halboffen oder offen, die Kelchblätter sind aufrecht und grünwollig. Die Kelch-Einsenkung ist nicht tief, dabei aber beulig-faltig. Der Fruchtstiel ist sehr kurz und holzig bis fleischig. Die Stielhöhle ist nicht tief, aber eng, faltig und grün mit schwacher Berostung.
Die Schale ist glatt, glänzend und geschmeidig. Zu Beginn besitzt der Apfel von ‘Fießers Erstling’ eine grüne, später dann in gelb wechselnde Grundfarbe. Auf der Sonnenseite mit einem rötlichen Anflug, in dem karminrote Streifen auftreten. Die Schalenpunkte sind nur wenig sichtbar.
Das Fruchtfleisch ist weiß gefärbt, locker und sehr saftig. Der Geschmack von ‘Fießers Erstling’ ist eigentümlich gewürzt und stark säuerlich. Das Kernhaus ist hohlachsig, die Fächer sind geräumig mit vielen lang zugespitzten, schwarzbraunen Samen.
Die großen Früchte von ‘Fießers Erstling’ werden im Herbst gern von Stürmen abgeworfen.

## Verwendung
Im Herbst wird die Sorte ‘Fießers Erstling’ als Wirtschafts- oder Mostapfel und im Frühjahr, nach einem Rückgang der Säure als Tafelapfel verwendet.
Die Pflückreife von ‘Fießers Erstling’ ist im Oktober erreicht, der Apfel aber bis März und länger genießbar.

## Anbau

### Befruchtungsverhältnisse
Die Sorte ‘Fießers Erstling’ ist ein guter Pollenbildner, hierbei früh- und langblühend und unempfindlich.

### Eigenschaften des Baumes
Der Baum von ‘Fießers Erstling’ ist in der Jugend starkwüchsig und äußerst früh- und reichtragend. Später bildet er eine hochkugelförmige Baumkrone, besitzt großes, vollkommen gesundes Laub, kommt noch in den rauesten Lagen gut zurecht und eignet sich besonders für den landwirtschaftlichen Obstbau.
Die besten Anbauformen für ‘Fießers Erstling’ sind der Hoch- und Halbstamm und der Buschbaum. Er wäre auch für Kleinformen (Beispiel: Schlanke Spindel) geeignet, doch sind seine Früchte nicht wertvoll genug.
Die Ansprüche an den Boden sind gering, es sollte jedoch kein zu armer Boden und nicht zu trocken sein.